# إلكسندر ليفيتسكي
إلكسندر ليفيتسكي (بالعبرية: אלכסנדר לויצקי‏) (ولد 13 أغسطس 1940). هو عالم الكيمياء الحيوية إسرائيلي وهو أستاذ الكيمياء الحيوية في الجامعة العبرية في القدس.